# Hard Rock Bottom
Hard Rock Bottom é o quinto álbum de estúdio da banda punk No Use for a Name, lançado em 16 de junho de 2002, lançado pela Fat Wreck Chords.

## Faixas
1. "Feels Like Home" – 1:04
2. "International You Day" – 2:52
3. "Pre-Medicated Murder" – 1:58
4. "Dumb Reminders" – 2:49
5. "Any Number Can Play" – 2:38
6. "Friends of the Enemy" – 3:27
7. "Angela" – 2:45
8. "Let Me Down" – 2:58
9. "This Is a Rebel Song" – 2:24 (cover de Sinéad O'Connor)
10. "Solitaire" – 2:46
11. "Undefeated" – 2:54
12. "Insecurity Alert" – 3:11
13. "Nailed Shut" – 2:41